# Vysslemyr
Vysslemyr este o arie protejată (arie specială de conservare — SAC, sit de importanță comunitară — SCI) din Suedia întinsă pe o suprafață de 321,6 ha, integral pe uscat.

## Localizare
Centrul sitului Vysslemyr este situat la coordonatele 56°26′47″N 14°09′54″E / 56.4464°N 14.1651°E.

## Înființare
Situl Vysslemyr a fost declarat sit de importanță comunitară în iulie 2000 pentru a proteja un număr necunoscut de specii din flora spontană și fauna sălbatică aflate în arealul zonei. Situl a fost protejat și ca arie specială de conservare în martie 2011.

## Biodiversitate
Situată în ecoregiunea boreală, aria protejată conține 5 habitate naturale: Mlaștini împădurite, Mlaștini turboase de tranziție și turbării mișcătoare, Lacuri și iazuri distrofice naturale, Mlaștini oligotrofe degradate, capabile încă de regenerare naturală, Turbării active.
La baza desemnării sitului se află un număr nedeclarat de specii protejate.